# 社会主义爱国青年同盟
社会主义爱国青年同盟（朝鲜语：／*/?）是朝鲜的一个社会团体，也是朝鲜劳动党的青年翼，源於1946年1月17日的北朝鮮民主青年同盟（북조선민주청년동맹）。本部位於平壤，是世界民主青年聯盟的成员。現任委員長为文哲。機關報为《青年前衛》。

## 历史
- 1946年1月17日，成立北朝鮮民主青年同盟（북조선민주청년동맹），简称民青（민청）。
- 1961年，改名为朝鲜社会主义劳动青年同盟（사회주의로동청년동맹），简称社劳青（사로청）。
- 1996年1月成立50週年時，改名为金日成社会主义青年同盟。
- 2016年8月28日，金日成社会主义青年同盟第九次代表大会通过决议，宣布把金日成社会主义青年同盟改名为金日成金正日主义青年同盟（／）[1]，并以金日成金正日主义作为唯一的指导方针[2]。
- 2021年1月，朝鲜劳动党八大修改党章决定今后召开的青年同盟大会上修改青年同盟名称[3]。2021年4月27日至29日召开的第十次大会上，改名社会主义爱国青年同盟（사회주의애국청년동맹）[4]。

## 歷任委員長
下列为社会主义爱国青年同盟及其前身的歷任委員長：
1. 金旭鎖 （1946年－1948年）
2. 玄靜民 （1948年）
3. 洪淳權 （1962年－1967年）
4. 吳岐川 （1967年－1970年）
5. 金時學 （1970年－1972年）
6. 李永福 （1972年－1976年）
7. 池在龍 （1976年－1978年）
8. 李英修 （1978年－1986年）
9. 崔龍海 （1986年－1998年）
10. 李龍哲 （1998年－2001年）
11. 金京浩 （2001年－2007年）
12. 李庸澈 （2007年－2012年）
13. 全勇男 （2012年－2017年11月7日）
14. 朴哲民  (2017年11月7日－2021年4月29日)
15. 文哲  （2021年4月29日至今）